# Легка атлетика на літніх Олімпійських іграх 2008 — біг на 100 метрів (жінки)
Змагання з бігу на 100 метрів у жінок на Літніх Олімпійських іграх 2008 у Пекіні проходили 16 та 17 серпня на Пекінському національному стадіоні.

## Медалісти
| Золото                   | Срібло                                    | Бронза        |
| Шеллі-Енн Фрейзер Ямайка | Шерон Сімпсон Ямайка Керрон Стюарт Ямайка | Не присуджена |

## Кваліфікація учасників
Національний олімпійський комітет (НОК) кожної країни мав право заявити для участі в змаганнях не більше трьох спортсменів, які виконали норматив А (11,32 с) у кваліфікаційний період з 1 січня 2007 року по 23 липня 2008 року. Також НОК міг заявити не більше одного спортсмена з тих, хто виконав норматив В (11,42 с) за той же період. Кваліфікаційні нормативи були встановлені ІААФ.

## Рекорди
Дані наведено на початок Олімпійських ігор. 
| Світовий рекорд     | Флоренс Гріффіт-Джойнер (США) | 10,49 с | Індіанаполіс (США)    | 16 липня 1988 року   |
| Олімпійський рекорд | Флоренс Гріффіт-Джойнер (США) | 10,62 с | Сеул (Південна Корея) | 24 вересня 1988 року |

За підсумками змагань обидва рекорди залишилися незмінними.

## Змагання

### Перший раунд
Перші три спортсменки з кожного забігу незалежно від показаного часу автоматично потрапляють до наступного раунду змагань. Також у наступний раунд потрапляють ще 10 осіб, які показали найкращий час серед решти спортсменок.
Час результатів зазначено в секундах. Також використані такі скорочення:
| - Q — кваліфікована за місцем у забігу - q — кваліфікована за часом | - SB — найкращий результат у сезоні - PB — найкращий результат у кар'єрі | - NR — національний рекорд |

| Місце | Спортсмен         | Результат | Примітки |
| ----- | ----------------- | --------- | -------- |
| 1.    | Торрі Едвардс     | 11,26     | Q        |
| 2.    | Дженет Куок       | 11,30     | Q        |
| 3.    | Міріам Леоні Мані | 11,64     | Q        |
| 4.    | Інна Ефтімова     | 11,67     |          |
| 5.    | Ван Цзін          | 11,87     |          |
| 6.    | Ані Хачикян       | 12,76     |          |
| 7.    | Івана Рожман      | 12,92     |          |
| 8.    | Пеорія Кашіба     | 13,18     |          |
| 9.    | Бутайна Аль-Якуби | 13,90     |          |

| Місце | Спортсмен        | Результат | Примітки |
| ----- | ---------------- | --------- | -------- |
| 1.    | Крістіна Аррон   | 11,37     | Q        |
| 2.    | Лорін Вільямс    | 11,38     | Q        |
| 3.    | Таесія Герріген  | 11,46     | Q, SB    |
| 4.    | Лусімар де Моура | 11,60     | q        |
| 5.    | Террі Флетчер    | 11,65     |          |
| 6.    | Дана Абдулразак  | 12,36     | PB       |
| 7.    | Садаф Сіддікі    | 12,41     |          |
| 8.    | Асенате Маноа    | 14.05     | NR       |

| Місце | Спортсмен        | Результат | Примітки |
| ----- | ---------------- | --------- | -------- |
| 1.    | Муна Лі          | 11,33     | Q        |
| 2.    | Аніта Пістоне    | 11,43     | Q        |
| 3.    | Гюзель Хуббієва  | 11,44     | Q        |
| 4.    | Вірджіл Ходж     | 11,48     | q        |
| 5.    | Наталія Русакова | 11,61     | q        |
| 6.    | Вень Цзянь       | 12,37     |          |
| 7.    | Гарід Груф       | 13,07     | NR       |
| 8.    | Еліс Лапенмаль   | 13,31     |          |
| 9.    | Бунка Камара     | 13,69     |          |

| Місце | Спортсмен                                      | Результат | Примітки |
| ----- | ---------------------------------------------- | --------- | -------- |
| 1.    | Чандра Стурруп                                 | 11,30     | Q        |
| 2.    | Келлі-Енн Батист                               | 11,39     | Q        |
| 3.    | Ліна Грінцікайте                               | 11,43     | Q        |
| 4.    | Семой Хаккетт                                  | 11,53     | q        |
| 5.    | Аффуе Амандин Аллу                             | 11,74     |          |
| 6.    | Валентина Назарова                             | 11,94     |          |
| 7.    | Тітлінда Соу                                   | 12,98     | PB       |
| 8.    | Flag of Djibouti.svg\|border Фатія Алі Буррале | 14,29     |          |

| Місце | Спортсмен       | Результат | Примітки |
| ----- | --------------- | --------- | -------- |
| 1.    | Кім Геварт      | 11,33     | Q        |
| 2.    | Юлія Нестеренко | 11,40     | Q        |
| 3.    | Ву Тхі Хионг    | 11,65     | Q        |
| 4.    | Халімат Ісмаїла | 11,72     |          |
| 5.    | Тісато Фукусіма | 11,74     |          |
| 6.    | Соня Вільямс    | 12,04     |          |
| 7.    | Кора Алікто     | 13,31     | PB       |
| 8.    | Робіна Мукіміяр | 14,80     |          |

| Місце | Спортсмен                   | Результат | Примітки |
| ----- | --------------------------- | --------- | -------- |
| 1.    | Шеллі-Енн Фрейзер           | 11,35     | Q        |
| 2.    | Віда Анім                   | 11,47     | Q        |
| 3.    | Полетт Рудді Занг-МилаМ     | 11,62     | Q        |
| 4.    | Лора Тернер                 | 11,65     |          |
| 5.    | Нірінахаріфіді Раміліджаона | 12,07     |          |
| 6.    | тіміко Кларк                | 12,16     |          |
| 7.    | Монтсеррат Пуйоль           | 12,73     |          |
| 8.    | Джессіка Агілера            | 13,15     |          |
| 9.    | Полін Куалеа                | 13,28     | PB       |

| Місце | Спортсмен          | Результат | Примітки |
| ----- | ------------------ | --------- | -------- |
| 1.    | Івет Лалово        | 11,33     | Q        |
| 2.    | Монтелла Даглас    | 11,36     | Q        |
| 3.    | Вирхен Бенавідес   | 11,45     | Q, SB    |
| 4.    | Франка Ідоко       | 11,61     | q        |
| 5.    | Піа Тайнікар       | 11,82     |          |
| 6.    | Ахамада Фета       | 11,88     |          |
| 7.    | Фату Тійяна        | 12,25     | PB       |
| 8.    | Б'юті Назмун Нахар | 12,52     |          |

| Місце | Спортсмен                     | Результат | Примітки |
| ----- | ----------------------------- | --------- | -------- |
| 1.    | Олудамола Осайомі             | 11,13     | Q        |
| 2.    | Деббі Фергюсон-Маккензі       | 11,17     | Q        |
| 3.    | Дарія Корчинська              | 11,22     | Q, PB    |
| 4.    | Йомара Інестроса              | 11,39     | q        |
| 5.    | Саша Спрінгер-Джонс           | 11,55     | q, SB    |
| 6.    | Мае Коїме                     | 11,68     |          |
| 7.    | Хінікіссія Альбертіні Ндікерт | 12,55     |          |
| 8.    | Франка Магалі                 | 12,57     | PB       |

| Місце | Спортсмен             | Результат | Примітки |
| ----- | --------------------- | --------- | -------- |
| 1.    | Євгенія Полякова      | 11,24     | Q        |
| 2.    | Джейд Бейлі           | 11,46     | Q        |
| 3.    | Шерон Сімпсон         | 11,48     | Q, SB    |
| 4.    | Наталія Погребняк     | 11,60     | q        |
| 5.    | Тезджан Наїмова       | 11,70     |          |
| 6.    | Ютамасс Тхавончароен  | 11,82     | SB       |
| 7.    | Васіла Саад           | 13,60     | NR       |
| 8.    | Марія Ікелап          | 13,73     | SB       |
| 9.    | Пхілайлак Саккапасеут | 13,86     |          |

| Місце | Спортсмен             | Результат | Примітки |
| ----- | --------------------- | --------- | -------- |
| 1.    | Керрон Стюарт         | 11,28     | Q        |
| 2.    | Езінне Окпараебо      | 11,32     | Q, NR    |
| 3.    | Лаверн Джонс-Ферретті | 11,41     | Q        |
| 4.    | Барбара П'єр          | 11,52     | q        |
| 5.    | Наталя Муріновіч      | 11,55     | q        |
| 6.    | Шарлен Еттард         | 12,20     |          |
| 7.    | Міхаела Каргбо        | 12,54     |          |
| 8.    | Мілена Милашевич      | 12,65     |          |
| 9.    | Чандра Кала Тхапа     | 13,15     |          |

### Другий раунд
Перші три спортменкі з кожного забігу незалежно від показаного часу автоматично потрапляють до півфіналу змагань. Також в наступний раунд потрапляє ще спортменка, яка показала найкращий час серед всіх інших.
| Місце | Спортсмен             | Результат | Примітки |
| ----- | --------------------- | --------- | -------- |
| 1.    | Шеллі-Енн Фрейзер     | 11,06     | Q        |
| 2.    | Євгенія Полякова      | 11,13     | Q, SB    |
| 3.    | Дженет Куок           | 11,18     | Q, PB    |
| 4.    | Вірджіл Ходж          | 11,45     |          |
| 5.    | Лаверн Джонс-Ферретті | 11,55     |          |
| 6.    | Міріам Леоні Мані     | 11,65     |          |
| 7.    | Франка Ідоко          | 11,66     |          |
| 8.    | Джейд Бейлі           | 11,67     |          |

| Місце | Спортсмен         | Результат | Примітки |
| ----- | ----------------- | --------- | -------- |
| 1.    | Шерон Сімпсон     | 11,02     | Q        |
| 2.    | Муна Лі           | 11,08     | Q        |
| 3.    | Чандра Стурруп    | 11,16     | Q        |
| 4.    | Монтелла Даглас   | 11,38     |          |
| 5.    | Вирхен Бенавідес  | 11,40     | SB       |
| 6.    | Келлі-Енн Батист  | 11,42     |          |
| 7.    | Наталя Муріновіч  | 11,51     |          |
| 8.    | Наталія Погребняк | 11,55     |          |

| Місце | Спортсмен               | Результат | Примітки |
| ----- | ----------------------- | --------- | -------- |
| 1.    | Деббі Фергюсон-Маккензі | 11,21     | Q        |
| 2.    | Олудамола Осайомі       | 11,28     | Q        |
| 3.    | Віда Анім               | 11,32     | Q        |
| 4.    | Крістін Аррон           | 11,36     |          |
| 5.    | Дарія Корчинська        | 11,41     |          |
| 6.    | Наталія Русакова        | 11,49     |          |
| 7.    | Йомара Інестроса        | 11,66     |          |
| 8.    | Ву Тхі Хионг            | 11,70     |          |

| Місце | Спортсмен        | Результат | Примітки |
| ----- | ---------------- | --------- | -------- |
| 1.    | Керрон Стюарт    | 10,98     | Q        |
| 2.    | Лорін Вільямс    | 11,07     | Q        |
| 3.    | Кім Геварт       | 11,10     | Q        |
| 4.    | Юлія Нестеренко  | 11,14     | q, SB    |
| 5.    | Таесія Герріген  | 11,36     | SB       |
| 6.    | Семой Хаккетт    | 11,46     |          |
| 7.    | Гюзель Хуббієва  | 11,49     |          |
| 8.    | Лусімар де Моура | 11,67     |          |

| Місце | Спортсмен               | Результат | Примітки |
| ----- | ----------------------- | --------- | -------- |
| 1.    | Торрі Едвардс           | 11,31     | Q        |
| 2.    | Ліна Грінцікайте        | 11,33     | Q, PB    |
| 3.    | Івет Лалово             | 11,40     | Q        |
| 4.    | Езінне Окпараебо        | 11,45     |          |
| 5.    | Барбара П'єр            | 11,56     |          |
| 6.    | Аніта Пістоне           | 11,56     |          |
| 7.    | Полетт Рудді Занг-МилаМ | 11,59     |          |
| 8.    | Саша Спрінгер-Джонс     | 11,71     |          |

### Півфінал
Перші чотири спортменкі з кожного забігу незалежно від показаного часу автоматично потрапляють у фінал змагань.
| Місце | Спортсмен         | Результат | Примітки |
| ----- | ----------------- | --------- | -------- |
| 1.    | Шеллі-Енн Фрейзер | 11,00     | Q        |
| 2.    | Муна Лі           | 11,07     | Q        |
| 3.    | Лорін Вільямс     | 11,10     | Q        |
| 4.    | Шерон Сімпсон     | 11,11     | Q        |
| 5.    | Чандра Стурруп    | 11,22     |          |
| 6.    | Ліна Грінцікайте  | 11,50     |          |
| 7.    | Івет Лалово       | 11,51     |          |
| 8.    | Віда Анім         | 11,51     |          |

| Місце | Спортсмен               | Результат | Примітки |
| ----- | ----------------------- | --------- | -------- |
| 1.    | Керрон Стюарт           | 11,05     | Q        |
| 2.    | Торрі Едвардс           | 11,18     | Q        |
| 3.    | Дженет Куок             | 11,19     | Q        |
| 4.    | Деббі Фергюсон-Маккензі | 11,22     | Q        |
| 5.    | Юлія Нестеренко         | 11,26     |          |
| 6.    | Кім Геварт              | 11,30     |          |
| 7.    | Євгенія Полякова        | 11,38     |          |
| 8.    | Олудамола Осайомі       | 11,44     |          |